# Les Démoniaques (pel·lícula de 1974)
Les Démoniaques és una pel·lícula eròtica deterror francesa del 1974 dirigida per Jean Rollin, sobre un grup de mariners nàufrags que violen dues joves, que reapareixen i fan un pacte amb el diable per venjar-se.

## Trama
A finals del segle xix, a les costes del nord d'Europa, hi viuen quatre nàufrags simplement sobrenomenats els "naufrags". El Capità és el seu líder, seguit de Le Bosco, Paul i la bella però pervertida Tina.
Quan dues dones joves ensopeguen accidentalment amb aquests nàufragss, els violen de manera brutal i violenta. L'endemà, el capità creu que s'està tornant boig quan veu els cadàvers de les dones. Destrossa una taverna i es baralla amb Le Bosco. El Capità, Tina, Le Bosco i Paul tornen al naufragi per rematar les dones, que aconsegueixen escapar. Deambulant, les dones es troben amb un pallasso que les cuida. Les dones no poden parlar, però un home els diu que pot ajudar-les. Es comuniquen mitjançant un dibuix i l'home s'adona que volen venjança. Les dones són les úniques que poden alliberar el diable de ser empresonat a les ruïnes d'un antic castell; fent l'amor amb cadascun d'elles, les donarà el poder de venjar-se. Les dones, ara les "démoniaques", tornen per la seva venjança i maten Paul. A la platja, tornen a ser atacades pel Capità i Le Bosco, que les lliguen a les restes naufragi. El capità es torna boig i mata la Tina i Le Bosco. S'adona que el que ha fet està malament, però és incapaç de salvar-los, i arriba la marea i s'ofeguen tots.

## Repartiment
- Joëlle Cœur - Tina
- Lieva Lone - Demoniac
- Patricia Hermenier - Demoniac
- John Rico - Capità
- Willy Braque - Le Bosco
- Paul Bisciglia - Paul
- Louise Dhour - Louise
- Ben Zimet - L'exorcista
- Mireille Dargent- El Pallasso
- Miletic Zivomir - El diable
- Isabelle Copejans - La cambrera
- Yves Colignon - Amant de la cambrera
- Veronique Fanis - Noia a la taverna
- Monica Swinn - Noia a la taverna
- Jacqueline Priest - Noia a la taverna
- Anne Wattican - Noia a la taverna
- Jean-Pierre Bouyxou - Mariner a la taverna

## Mitjans domèstics
Les Démoniaques va ser llançat en DVD als Estats Units el 21 de setembre de 1999 per Image Entertainment, amb una relació d'aspecte d'1,64:1. Va ser llançada al Regne Unit el 27 de setembre de 2004 per Redemption Films amb una relació d'aspecte d'1,64: 1 i funcions especials com el tràiler teatral, una galeria de fotografies i una filmografia de Rollin.
Va ser llançat a Europa el 30 d'agost de 2005 per Encore com a part d'un conjunt de tres discos amb una nova relació d'aspecte d'1,78: 1 i característiques especials que inclouen escenes seleccionades amb comentaris (en anglès), una entrevista amb Braque, el curtmetratge " 'Les Pays Loins, escenes esborrades i una presentació de diapositives.